# Rédly Károly
Nemespanni id. Rédly Károly (Hévmagyarád, 1791. január 28. - Esztergom, 1854. március 1.) nagysallói és pozsonyi számtartó, majd esztergomi érseki uradalmi főszámvevő.

## Élete
Vácott, Nagyszombatban, majd Pozsonyban tanult. Gazdatiszt, az érseki uradalom számtartója volt Nagysallón, Pozsonyban, majd főszámvevő lett Esztergomban. 1846-1853 között az esztergomi takarékpénztár választmányi tagja, melynek alapításában is segédkezett.
Atyja Redl Ignác Hont vármegyei sebész érdemeire való tekintettel Rudnay Sándor hercegprimástól 1823. április 2-án Nemespannon kapott adományt. A verebélyi szék székházának építéséhez 25 forinttal járult hozzá.
Felesége Schirmitz Rosina (1803-1883) volt. Fia Rédly Gyula (1826-1911) prímási uradalmi felügyelő, a Földhitel Intézet birtokbecslő szakértője. Unokája Rédly Gyula (1865-1938) hercegprímási uradalmi jószágfelügyelő, dédunokája Rédly Pál (1902-1989) magyar gépészmérnök, tanár, tankönyvszerző, ükunokája Rédly Elemér (1934-2022) plébános, teológiai tanár.

## Művei
A Tudományos Gyűjteménynek rendes munkatársa és megrendelője volt, ahova gazdasági értekezéseket, melléklapjába a Koszorúba 1828-ban és 1837-ben költeményeket is írt. Kéziratban maradt „Balaam és Josaphat" című műve. 1829-ben elkészült, de a cenzúra miatt csak 1833-ban jelent meg Pozsonyban névtelenül Montesquieu A törvények lelkéről 1-3. kötetének fordítása.